# Boleyn Ground
Boleyn Ground var et stadion i det østlige London i England, der hovedsageligt blev brugt til fodbold. Stadionet va hjemmebane for Premier League-klubben West Ham United, og havde plads til 35.503 tilskuere.
Stadionet var beliggende i Upton Park, og blev til tider kaldt for Upton Park.

## Historie
Boleyn Ground stod færdigt i 1904.
1993: Den sydlige tribune bliver erstattet a en ny med 9,000 siddepladser. Den er i to etager og bliver navngiver efter den tidligere anfører Bobby Moore, der døde tidligere samme år. Tribunerne har også VIP-Lounger.
1995: Den nordlige tribune bliver erstattet af en ny tribune i to etager med 6,000 siddepladser, kaldet the Centenary Stand, hvilket senere ændres til "Sir Trevor Brooking Stand". Den nedre del af den østlige tribune bliver lavet om til fra ståpladser til siddepladser.
2001: Den vestlige tribune erstattes af en ny med 15,000 siddepladser. Dr. Martens Stand, som tribunen kommer til at hedde bliver også to-delt og får indbygget VIP-Lounger i to, samt et hotel.
2016–2017: Stadionet bliver nedrevet.